# Manfred Timmermann
Manfred Albert Timmermann (* 19. Oktober 1936 in Bremen; † 9. Juni 2004) war ein deutscher Wirtschaftswissenschaftler.

## Leben
Nach seinem Studium der Wirtschaftswissenschaften an den Universitäten Frankfurt und Kiel mit Promotion (Dr. sc. pol.) war er Assistent an den Universitäten Berlin und Mannheim. Er war beim Drägerwerk in Lübeck und bei der Unternehmensberatung Prognos in Basel tätig. Danach erfolgte 1973 seine Berufung an die Universität Konstanz auf einen Lehrstuhl für Verwaltungswissenschaft.
In den Jahren 1984 bis 1989 war Manfred Timmermann Staatssekretär im Bundesministerium der Verteidigung, danach Bereichsvorstand für Controlling der Deutschen Bank und Professor für Betriebswirtschaftslehre an der Universität St. Gallen. Ab 1999 war er Verwaltungsratspräsident der Saurer AG in Arbon.